# Lenindenkmal (Freiheitsplatz Charkiw)

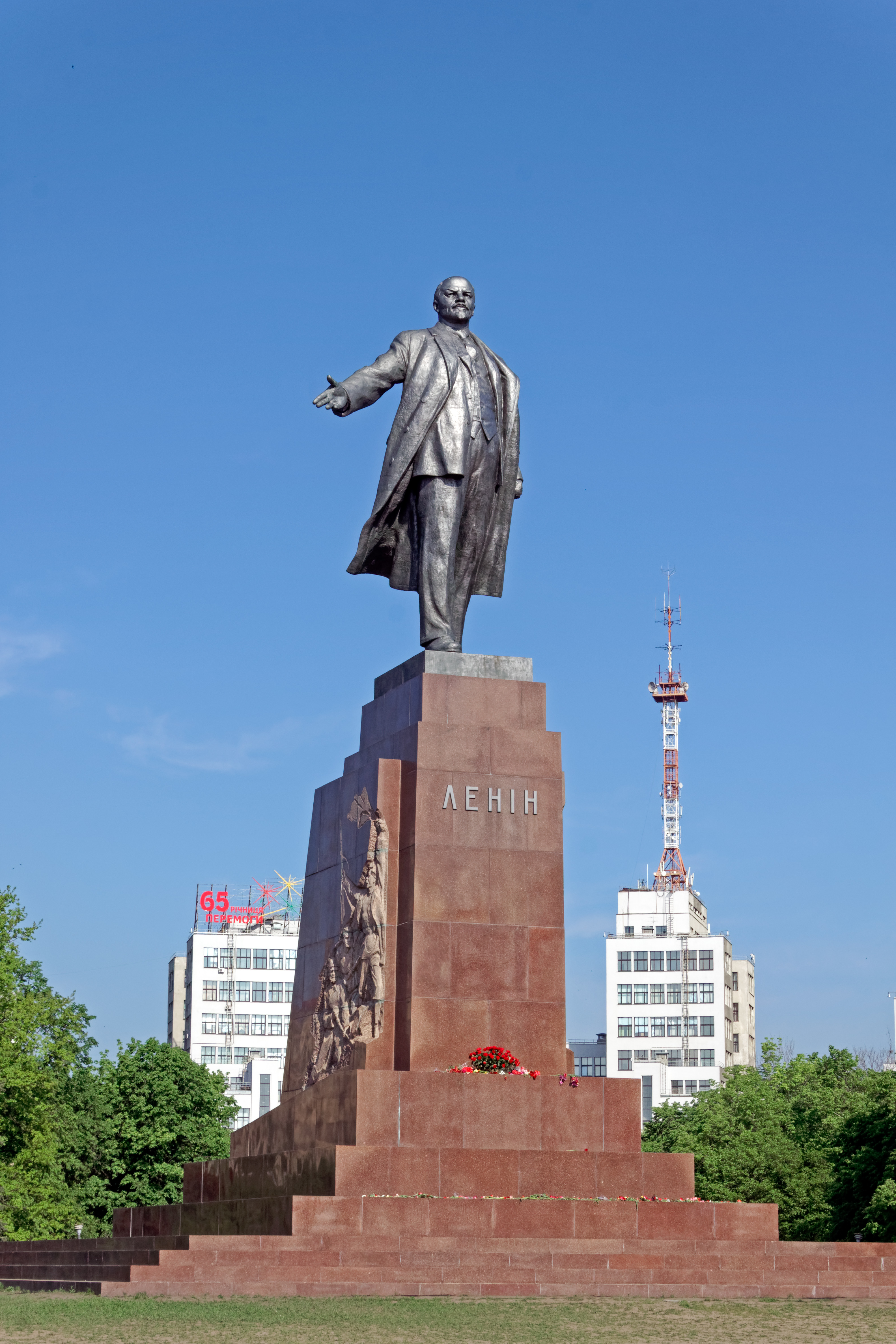
Lenindenkmal Freiheitsplatz Charkiw (2010)

Das Lenindenkmal auf dem Freiheitsplatz von Charkiw war eine überlebensgroße Statue Wladimir Iljitsch Lenins, die von 1963 bis 2014 in der Stadt stand. Die Gesamthöhe der Anlage betrug 20,2 Meter. Es galt daher als das höchste Lenindenkmal der Ukraine. Der Historiker Wolodymyr Maslijtschuk nannte es zudem „höchstes Lenindenkmal Europas“.

## Beschreibung
Auf einem abgestuften Fundament stand ein Postament aus rotem Granit, an dem sich mehrere reliefierte Figuren befanden, die weiß hervorgehoben wurden. Sie zeigten zum einen eine Szene der Oktoberrevolution: einen Arbeiter, einen Seemann und einen Soldaten mit Gewehren und der Roten Fahne, zum anderen ein für die Zeit typisches sozialistisches Gesellschaftsbild: eine Bäuerin, einen Arbeiter und einen Wissenschaftler, der triumphierend ein Sputnik-Modell hochhebt. Architekt der Anlage war Oleksandr O. Sidorenko, der mehrfach als Architekt von Lenin-Gedenkanlagen – etwa in Luhansk oder Korosten – in Erscheinung trat. Auf dem Postament stand eine 8,5 Meter hohe Bronzestatue Lenins. Sie war von den Bildhauern Oleksij P. Olijnik und Makar K. Wronskyj geschaffen worden, die ebenfalls zahlreiche andere Leninstatuen in der Ukraine – etwa in Berdjansk oder Dnipro – entwarfen. Lenin – mit Mantel und Weste – hatte die rechte Hand gehoben und hielt in der linken Hand seine Mütze. Diese durchaus typische Darstellung fand sich mit etwas abgewandelter Gestik zum Beispiel auch beim Lenindenkmal Saporischschja. Sie basiert auf verschiedenen Darstellungen von Lenins Reden.

## Geschichte

### Leninehrung beginnt hier
Charkiw war nach der Wahlniederlage der Bolschewiki im Jahr 1918 deren Rückzugsort geworden. Sie riefen hier die Ukrainische Sowjetrepublik aus, von der aus sie später im Russischen Bürgerkrieg die Ukraine eroberten und sie schließlich in die neugegründete Sowjetunion eingliederten, wobei Charkiw die neue Hauptstadt wurde. Auf Lenin selbst geht die Idee zurück, die Fortschritte des Sozialismus in Form von Monumentalstatuen von ausgewählten Persönlichkeiten darzustellen. Bereits im April 1918 wurde ein entsprechender Plan für monumentale Propaganda verabschiedet und führte zu zahlreichen Aufträgen für Bildhauer. Die Lenindenkmäler wurden somit zu Symbolen der Eroberer und zur Machtdemonstration. Bereits zu Lenins Lebzeiten – im Jahr 1921 – wurde ein erstes Lenindenkmal in Charkiw errichtet. Seit 1935 war hier eine der staatlichen Bildhauerwerkstätten ansässig.

### Mehrere Denkmale werden in der Stadt aufgestellt
Wie in vielen Städten der Ukrainischen Sozialistischen Sowjetrepublik wurden im Laufe der Zeit an verschiedensten Stellen in Charkiw Lenindenkmäler durch die Sowjetunion aufgestellt. Bekannt sind mehr als 50 Standorte, darunter mehr als 40 Statuen, die ihn in verschiedenen Lebensphasen darstellten. Das Hauptdenkmal wurde im Stadtzentrum auf dem zentralen Freiheitsplatz errichtet, der mit seinen wechselnden Namen die Geschichte der Stadt widerspiegelt und im 20. Jahrhundert unter anderem nach Feliks Dzierżyński, der Wehrmacht und der Unabhängigkeit der Ukraine benannt war.
Seine Aufstellung war Teil einer neuen Etappe der Errichtung von Denkmälern, die um das Jahr 1960 begann. Das Hauptdenkmal von Charkiw entstand im Jahr 1963 und entsprach der Idee der Monumentalpropaganda sehr viel eher als die zuvor errichteten. Die Einweihung fand im Zusammenhang mit den Feierlichkeiten des 46. Jahrestages der Oktoberrevolution am 5. November 1963 statt. Das Denkmal wurde von Juli bis September 2009 zum ersten Mal restauriert, wobei erneut seine Ausmaße deutlich wurden: Man sanierte 481 Granitblöcke und stellte 325 Stufen wieder her. Diese Sanierung wurde bereits im Jahr 2007 von Mychajlo Dobkin veranlasst. Am 30. Mai 2013 wurde das Monument mit der Anordnung des Kulturministeriums Nr. 468 in das Staatliche Register der unbeweglichen Denkmäler der Ukraine eingetragen. Es erhielt die Registrierungsnummer „27-Cha“ (ukrainisch 27-Ха).

### Abriss

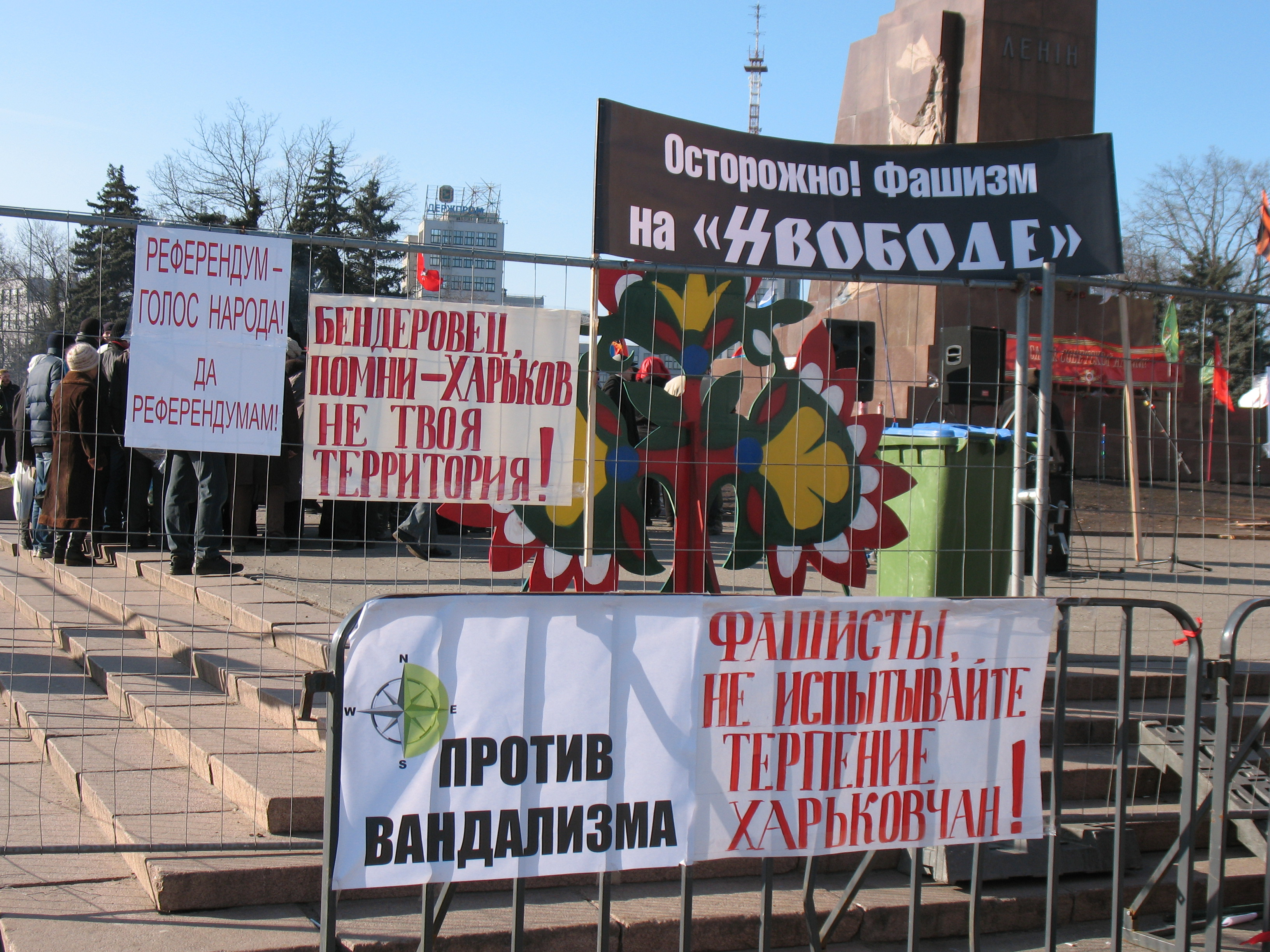
Bewachung am 25. Februar 2014
Die Banner bezeichnen Abrissbefürworter als „Фашисты“ (Faschisten) und „Бендеровец“ (Banderist) und warnen vor „Фашизм“ (Faschismus).

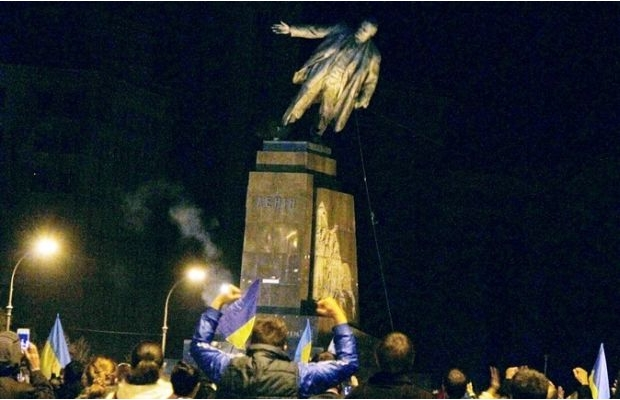
Abriss am 28. September 2014

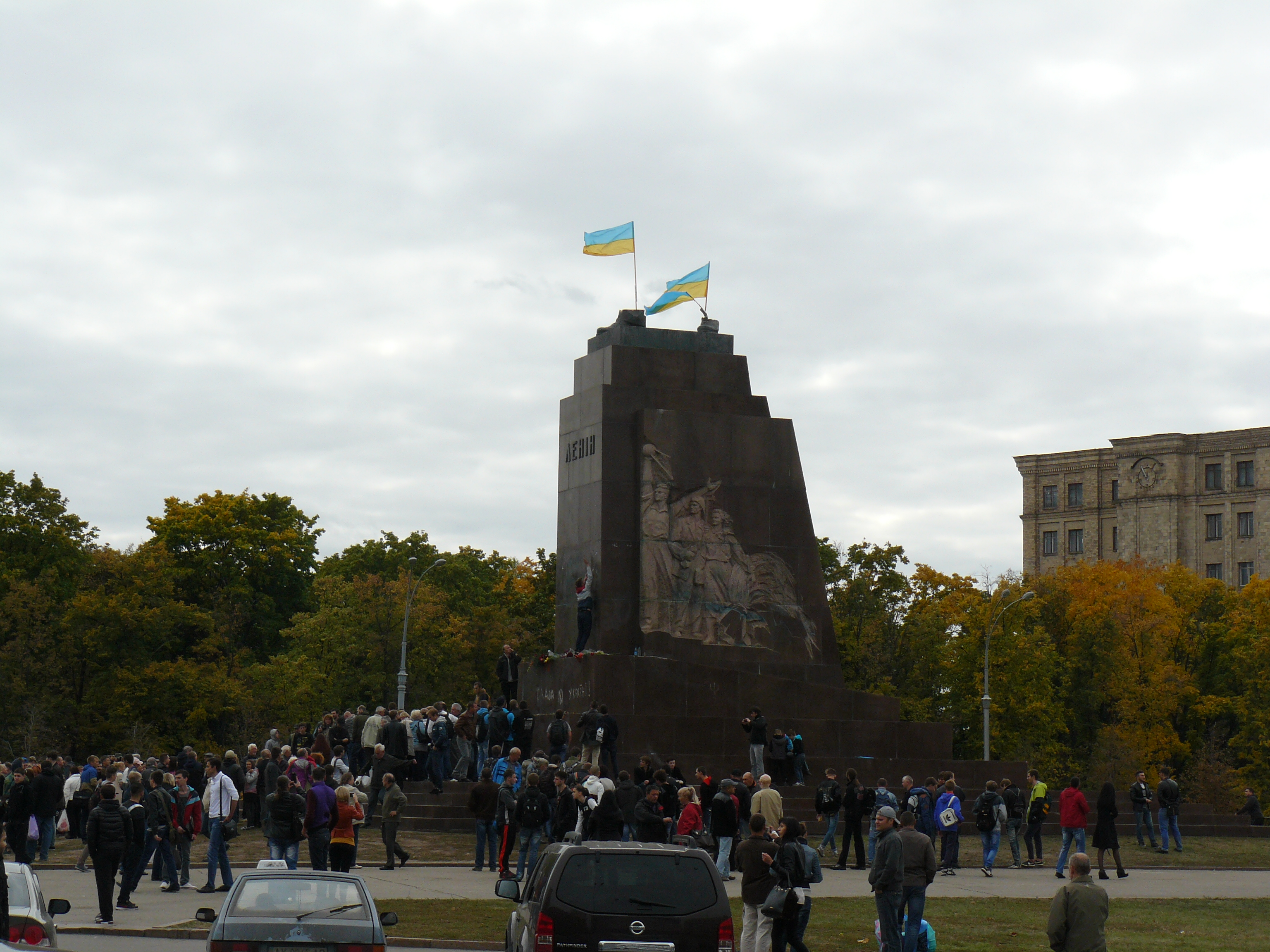
Sockel am 29. September 2014

Im Jahr 2014 kam es zu zwei sich gegenseitig bedingenden Entwicklungen: dem Versuch der Loslösung vom russischen Einfluss und dem Versuch der Steigerung des russischen Einflusses. Im ostukrainischen Charkiw zeigte sich dieser Widerstreit besonders stark. Noch im Jahr 2013 waren auch mehrere andere Lenindenkmäler der Stadt unter Denkmalschutz gestellt worden. Nach der Absetzung des prorussischen Präsidenten Wiktor Janukowytsch und der Annexion der Krim durch Russland kam es zu Aufständen von prorussischen Separatisten im benachbarten Donbass, die jeweils mit Versammlungen unter den Lenindenkmälern der Städte begannen und letztlich zur Gründung von prorussischen Volksrepubliken (DNR, LNR) führten. Als auch in Charkiw derartige Versammlungen stattfanden, wurde das Lenindenkmal endgültig zum Feindbild.
Es galt aber bereits vorher als „Symbol der Macht und der Ideologie, die sie legitimiert“. Für die frühen 1990er-Jahre sind mehrere Abrisspläne bekannt. Daher wurde es teils auch als „Last der Vergangenheit“ angesehen. Wie missbilligend man das Lenindenkmal sah, zeigt, dass es aus dem Imagefilm zur Fußball-Europameisterschaft 2012 retuschiert wurde. Zudem waren schon kurz zuvor in anderen Städten der Ukraine Lenindenkmäler abgerissen worden – etwa  jenes in Kiew im Dezember 2013.
So wurde das Denkmal in Charkiw im Winter und Frühjahr 2013/2014 zum Sammelpunkt einer Demonstrationsserie unter dem Motto „Russischer Frühling“ (russisch Русская весна), wofür auch tausende Personen aus dem russischen Ausland anreisten. Bereits am 22. Februar 2014, dem Tag der Absetzung Janukowytschs, gab es einen ersten Vorschlag der Demontage durch die proukrainische Seite, der aber daran scheiterte, dass mehrere Mitglieder der Euromaidan-Bewegung ein Veto einlegten, obwohl die Werchowna Rada die Demontage kommunistischer Symbole beschlossen hatte und man in Dnipro oder Poltawa umgehend zur Tat schritt. Für die prorussische Seite galt es dadurch aber umso mehr als schützenswert, so dass sie eine dauerhafte Bewachung des Denkmals organisierte. Auf den Bannern dieser Wache wurden die Abrissbefürworter als „Faschisten“ und „Banderist(en)“ bezeichnet und Siegrunen anstelle des kyrillischen „S“ beim Wort „Freiheit“ (Фашизм на свободе, deutsch: Der Faschismus ist auf freiem Fuß) benutzt. Es gab aber auch politische Forderungen wie die nach einem Referendum.
Die prorussische Seite unternahm ihrerseits im Frühjahr 2014 Umsturzversuche in Charkiw, so dass die Spannungen weiter anhielten. Es kam wiederholt zu Zusammenstößen zwischen den Gruppierungen am Lenindenkmal, wobei es teils Verletzte gab. Höhepunkt der Auseinandersetzungen war der 14. März 2014, an dem zunächst Mitglieder der Organisation Prawyj Sektor Tränengasgranaten in Richtung der prorussischen Bewacher des Lenindenkmals geworfen haben sollen und sie zudem „mit Schüssen provozierten“. Daraufhin versuchten 200 prorussische Personen das Büro der Organisation zu erstürmen. Es kam zu einem Feuergefecht, bei dem zwei prorussische Personen erschossen wurden. Zudem gab es fünf Verletzte. Nachdem etwas Ruhe eingekehrt war und die Bewachung nicht mehr dauerhaft stattfand, wurde das Postament des Denkmals am 21. September 2014 durch Mitglieder des Prawyj Sektor mit Losungen und Symbolen beschmiert. Zudem verbrannte man zurückgelassene St.-Georgs-Bänder.
Am 28. September 2014 kam es zu einer großen proukrainischen Demonstration unter dem Motto „Charkiw gehört zur Ukraine“, in deren Nachgang der Leninstatue die Beine durchgesägt wurden, woraufhin sie mit einem Seil vom Sockel gerissen werden konnte. Auf die Ermittlung der Täter wurde verzichtet, da es keinen Personenschaden gab. Etwa zur gleichen Zeit wurde das Denkmal durch den Gouverneur Ihor Baluta aus dem Denkmalverzeichnis gestrichen. Am Abriss waren Fußball-Ultras sowie Mitglieder der Asow-Bewegung und anderer lokaler Gruppierungen beteiligt. Bei den Demonstrationen traten zudem Parteien wie die Batkiwschtschyna, die Swoboda und der Prawyj Sektor in Erscheinung. Der Abriss wurde im Fernsehen und Internet übertragen.

### Nachwirkungen
Der Oberbürgermeister Hennadij Kernes kündigte umgehend eine Wiederherstellung des Denkmals an, selbst wenn dies eine vollständige Neuschaffung bedeuten würde. Die Statue wurde derweil in das Areal des Malyschew-Werks gebracht. Eine erste Untersuchung durch einen Bildhauer ergab, dass große Teile nicht mehr vorhanden waren. Der Kopf fehlte ebenso wie die Arme. Zudem gab es großflächig Risse und Löcher. Einzelne Teile wurden kurz darauf im Internet angeboten. So wollte eine Person mit dem Geld, das für Lenins Ohr geboten wurde, eine Wärmebildkamera für das ukrainische Bataillon Charkiw-1 kaufen, das sich gerade im Einsatz in der Ostukraine befand. Auch Verbandsmaterial für das Militär wurde im Tausch angeboten. Die prorussische Seite startete hingegen umgehend eine Unterschriftensammlung für die Wiederherstellung und übermalte am 29. September 2014 proukrainische Losungen mit solchen für den Donbass. Zudem schoss einer von ihnen mit einer Flobert-Waffe in die versammelte Menge.
Das Postament, in das Mitglieder des Prawyj Sektor die Losung Ruhm der Ukraine sowie die Flagge eingemeißelt hatten und auf das später auch Bandera in grüner Farbe geschrieben wurde, wurde Tage später zum Schutz durch die Stadtwerke eingerüstet. Auf dem Postament verblieben auch Lenins Schuhe, in die Flaggen der Ukraine gesteckt wurden. Am 4. Oktober wurde ein großes orthodoxes Holzkreuz auf den Sockel gestellt. Es wurde aber nach wenigen Tagen wieder entfernt.
Danach kam es zu juristischen Differenzen darüber, ob der Abriss illegal oder aber fortzusetzen sei. Im April 2016 wurde schließlich auch das Postament abgerissen. Bis dahin war das Gerüst mit einer orthodoxen Ikone sowie Fotos von im Donbass gefallenen Soldaten versehen. Zudem hatte es eine Reihe von Vorschlägen für die Folgenutzung – etwa als Brunnenstandort oder für ein neues Denkmal für die Kämpfer im Donbass – gegeben. In der Zwischenzeit waren – basierend auf den Anordnungen zur Dekommunisierung – fast alle Lenindenkmäler Charkiws abgerissen worden. Die Stelle wurde letztlich nur neu gepflastert und geplante Folgeprojekte wie der „größte Brunnen der Ukraine“ lediglich in der Nähe verwirklicht.